# Terry Farrell
Theresa Lee "Terry" Farrell, född 19 november 1963 i Cedar Rapids, Iowa, är en amerikansk skådespelare och fotomodell. Hon är bäst känd för sina roller i TV-serierna Star Trek: Deep Space Nine som Jadzia Dax och Becker som Regina Kostas. I Farlig främling spelar hon Katie Hargreaves.
Är sedan 2018 gift med Adam Nimoy.

## Eftermäle
Asteroiden 26734 Terryfarrell är uppkallad efter henne.

## Filmografi (urval)
| År        | Titel                      | Roll                                                                  |
| --------- | -------------------------- | --------------------------------------------------------------------- |
| 1984      | Modedockorna               | Laurie Caswell                                                        |
| 1986      | Farlig främling            | Katie Hargreaves (rollfiguren baserad på Ted Bundys offer Laura Aime) |
| 1993–1998 | Star Trek: Deep Space Nine | Jadzia Dax                                                            |
| 1998–2002 | Becker                     | Regina "Reggie" Kostas                                                |